# Cortale
Cortale to miejscowość i gmina we Włoszech, w regionie Kalabria, w prowincji Catanzaro. Według danych z 31 grudnia 2016 gminę zamieszkiwało 2085 osób.

## Współpraca
- Erba, Włochy
- Ponte Lambro, Włochy